# Френска източна армия
Френската източна армия (на френски: Armée d'Orient, Armée française d'Orient (AFO)) е полева армия на Франция по време на Първата световна война.
Армията е формирана през септември 1915 година след превземането на Сърбия от страните на Централните сили. Акостира на пристанището в Солун на 5 октомври заедно с Британската солунска армия. Въпреки няколкото настъпления, Македонският фронт се стабилизира на гръцко-сръбската граница до септември 1918 година, когато българската армия се разпада след поражението при Добро поле.
На 11 август 1916 година всички войски на Антантата на Солунския фронт се обединяват под общо ръководство под ново име - Съглашенска Източна армия. Върховен командващ на тази армия е Морис Сарай, заменен като командир на Френската източна армия от Виктор Кордоние.

## Състав
- 156-а пехотна дивизия (от октомври 1915), преди това част от експедиционния корпус в Дарданелите
- 57-а пехотна дивизия (от октомври-ноември 1915)
- 122-ра пехотна дивизия (от октомври-ноември 1915)
- 17-а колониална пехотна дивизия (от февруари 1916), преди това част от експедиционния корпус в Дарданелите
- 30-а пехотна дивизия (от септември-декември 1916)
- 76-а пехотна дивизия (от септември-декември 1916)
- 11-а колониална пехотна дивизия (от септември-декември 1916)
- 16-а колониална пехотна дивизия (от септември-декември 1916)
- Конна бригада, формирана от войници от Армията от Африка

## Командващи
- генерал Морис Сарай (5 октомври 1915 - 11 август 1916)
- генерал Виктор Кордоние (11 август 1916 – 19 октомври 1916)
- генерал Пол Леблоа (19 октомври 1916 – 1 февруари 1917)
- генерал Пол Гросети (1 февруари 1917 – 30 септември 1917)
- генерал Шарл Рено (30 септември 1917 – 31 декември 1917)
- генерал Пол Анри (31 декември 1917 – април 1919)

## След войната
След загубата на България във войната през есента на 1918 година, Френската източна армия се разделя на 3 части:
- Дунавска армия, създадена на 28 октомври 1918 година, действала в Румъния и Крим. Ръководена от:
  - Анри Бертло (до май 1919)
  - Жан Грациани (до януари 1920)
- Унгарска армия, създадена на 1 март 1919 година и разтурена на 31 август 1919 година. Ръководена от:
  - Пол-Жозеф д'Лобит
- Експедиционен корпус за окупацията на Константинопол. Ръководена от:
  - Луи Франше д'Еспере (ноември 1918 - януари 1919)
  - Албер Дефранс (февруари 1919 - декември 1920)
  - Морис Пеле (1921 - 22 октомври 1923)